# Château de Bonnefontaine
Pour les articles homonymes, voir Bonnefontaine.
Le château de Bonnefontaine se situe dans la commune d'Antrain, département d'Ille-et-Vilaine, en France.
Le château, pour ses façades et toitures ainsi que le puits, fait l’objet d’une inscription au titre des monuments historiques depuis le 16 septembre 1943.
L'élégance des tourelles qui ornent son grand corps de logis, ses hautes fenêtres, ses lucarnes sculptées corrigent la sévérité de ses tours trapues à machicoulis coiffées de toits en poivrière.

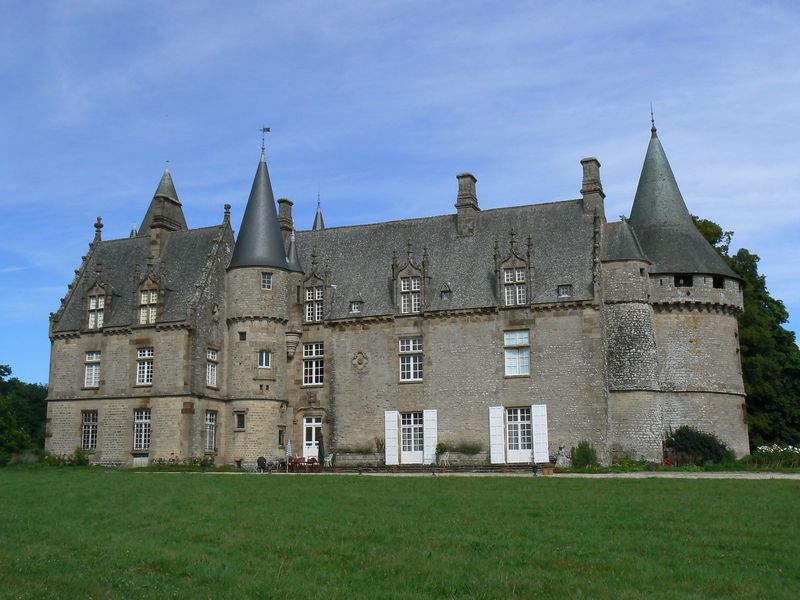
Château de Bonnefontaine. Façade Ouest.
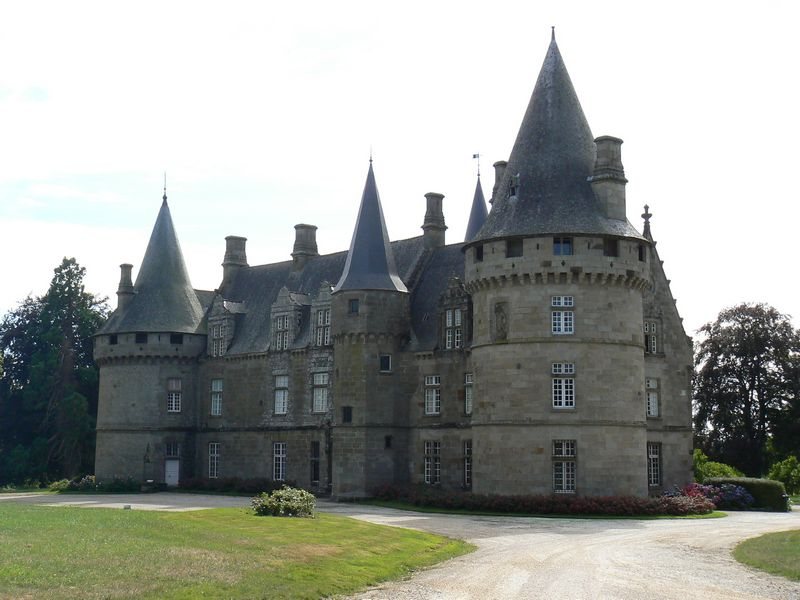
Château de Bonnefontaine. Façade Est.
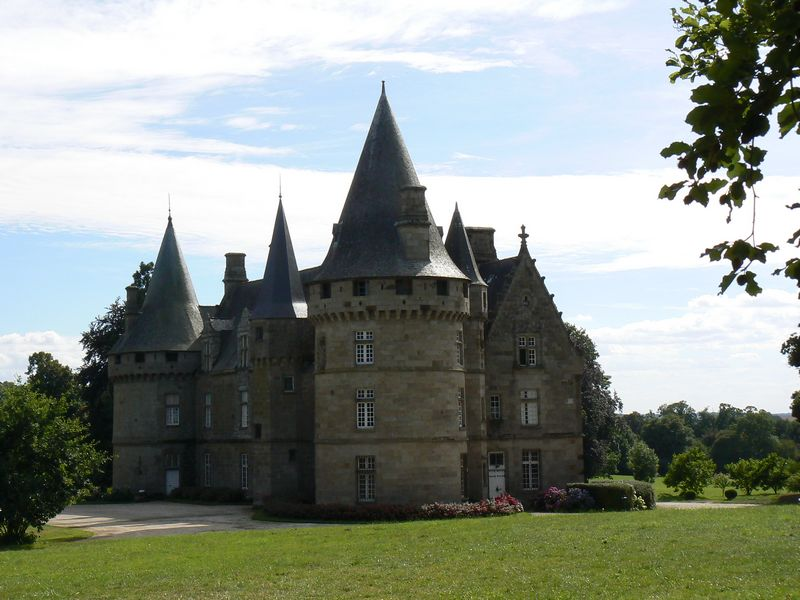
Château de Bonnefontaine. Façade Nord.
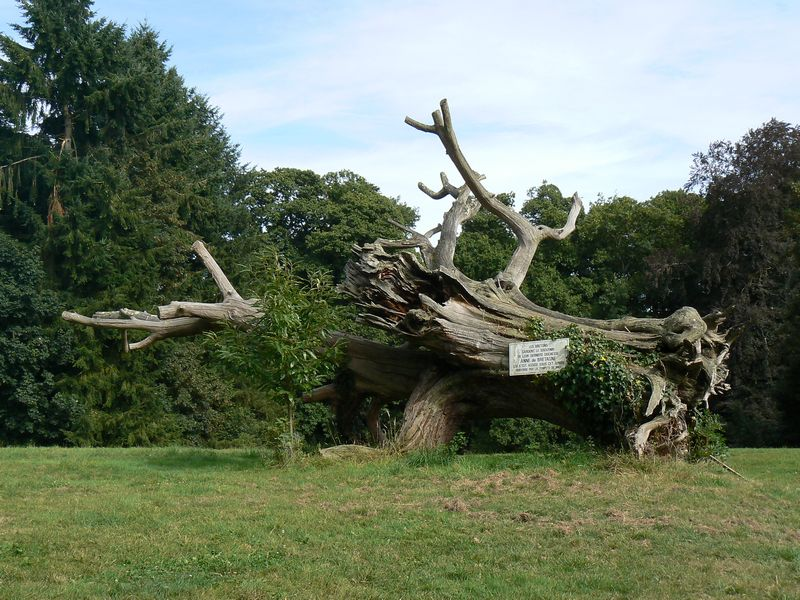
Châtaignier de la duchesse Anne.

## Histoire du château
L'histoire connue de Bonnefontaine débute à la fin du XIe siècle lorsque Geoffroy Chaussebœuf fait donation de la terre de Bonnefontaine à l'abbaye de Saint-Florent de Saumur. À la fin du XIIIe siècle Bonnefontaine entre dans la famille de Saint-Brice pendant trois générations. En 1370, Guillaume de Porcon, fils d'Olivier de Porcon, compagnon de Bertrand Du Guesclin, épouse Jeanne de Saint-Brice, unique héritière de Bonnefontaine. 
La famille de Porcon est originaire de Saint-Méloir-des-Ondes, près de Cancale. Arthur de Porcon fut chambellan de la duchesse Anne de Bretagne et capitaine de Fougères en 1488. Les Porcon seront pendant deux siècles les seigneurs de Bonnefontaine. Françoise de Porcon devient héritière de Bonnefontaine en 1533, elle épouse Pierre Giffard de La Marzelière.
Élevé à la cour du roi François Ier et gentilhomme de sa maison, Pierre Giffard de La Marzelière reçoit le collier de l'Ordre de Saint-Michel pour sa belle conduite au siège de Renty dans le Boulonnais en 1556. Il obtient du roi Henri II, le 5 juillet 1547, l'autorisation de transformer Bonnefontaine en place forte. C'est lui qui fera construire la partie Sud du château notamment la grosse tour à mâchicoulis. En 1604 la fille de François Giffard de La Marzelière hérite de Bonnefontaine, elle épouse en 1631 Malo de Coëtquen, fils d'une Capétienne (de la branche bâtarde d'Orléans-Rothelin) et petit-fils d'une Rohan Guémené. 
Les Coëtquen sont également à cette époque les seigneurs de Combourg où il résident souvent et gouverneurs de Saint-Malo. Environ 150 ans plus tard, le fameux fantôme à la jambe de bois, cher au grand écrivain romantique Chateaubriand, comte de Combourg, n'est autre que Malo III de Coëtquen, baron de Bonnefontaine (et fils de Charlotte de Rohan Chabot). En 1754 Bonnefontaine est vendu par Louise-Maclovie de Coëtquen, épouse d'Emmanuel-Félicité de Durfort, duc de Duras, maréchal de France. Bonnefontaine est acheté par Jean de La Motte, seigneur de Lesnage. Au décès de sa femme, son ayant droit ayant émigré, la terre est vendue comme bien national en l'an VII.
Bonnefontaine changera de mains plusieurs fois jusqu'à ce que Guy Aubert de Trégomain s'en porte acquéreur en 1806. Ami des héritiers légitimes, le nouvel acquéreur agit avec leur consentement et les dédommage. Député d'Ille-et-Vilaine sous le roi Charles X, Guy Aubert de Trégomain fut un ardent défenseur du parti légitimiste, opposé à Louis-Philippe. Lors du Complot de l'Ouest (mené par la duchesse de Berry), visant à détrôner le nouveau roi des Français (au profit du « comte de Chambord », petit-fils de Charles X), il se voit confier le commandement de l'armée d'Ille-et-Vilaine. Bonnefontaine est à nouveau vendu en 1858.
L'acquéreur est le jeune François de Guiton (dont la famille a participé à la conquête de l'Angleterre avec Guillaume le Conquérant en 1066) âgé de 26 ans seulement et marié à Françoise Hay des Nétumières. Vingt ans plus tard il entreprend d'importants travaux qui donneront au château et au parc leur aspect actuel. La vicomtesse de Guiton, décédée sans postérité en 1910 a légué la propriété à son neveu, Jacques le Cardinal de Kernier, marquis de Kernier. Sa fille, Béatrix Le Cardinal de Kernier, en hérite. Par son mariage avec le comte Léonor de Rohan Chabot, Bonnefontaine est entrée de cette famille, dans laquelle elle est restée depuis lors.

## Le parc du château
Le parc de Bonnefontaine a été conçu et réalisé par les célèbres paysagistes Denis Bühler et Édouard André (1840-1911).
C’est à Denis Bülher que l’on doit, parmi beaucoup d’autres, les jardins du Thabor à Rennes, et à Édouard André le parc Monceau à Paris et Hyde Park à Londres.
Le parc paysager de Bonnefontaine, dit à l’anglaise, est typique du goût romantique de la seconde partie du XIXe siècle période au cours de laquelle il a été réalisé.
Le principe du parc de Bonnefontaine est une composition de vastes espaces naturels percés de larges perspectives encadrées de plantations ou de bosquets en plans successifs.
Des essences nombreuses plantées lors de la création du parc sont toujours présentes, telles que les séquoias, taxodium (cyprès chauve), taxus cinencis (if de Chine), magnolias, cèdres, palmiers, hêtres pourpres etc.
On peut remarquer comme curiosité « l'arbre de la duchesse Anne ». Ce châtaignier, se trouvant sur le bord de l'allée principale, porte un panneau indiquant que « les Bretons gardent le souvenir de leur dernière duchesse, Anne de Bretagne, qui s'est assise sous cet arbre renversé par la tempête de 1987 ».